# شركة نفط العراق
شركة نفط العراق، المعروفة قبل عام 1929 باسم شركة البترول التركية، هي شركة نفطية احتكرت فعليًا جميع عمليات التنقيب عن النفط وإنتاجه في العراق بين عامي 1925 و1961.تشترك في ملكيتها بعض أكبر شركات النفط في العالم ومقرها في لندن، إنجلترا،مع أنها اليوم كيان على الورق له حقوق تاريخية لكنه لا يؤدي أي دور في التطورالحديث لنفط الشرق الأوسط.
في حزيران 1972، أممت الحكومة البعثية في العراق شركة نفط العراق وتولت شركة النفط الوطنية العراقية عملياتها. لا تزال شركة «شركة نفط العراق» موجودة على الورق، وشركة واحدة مرتبطة بها –شركة أبوظبي للبترول، (سابقًا شركة تطوير البترول «الساحل المتصالح» المحدودة)– استمرت أيضًا في الحفاظ على حصتها الأصلية كما هي. كانت مجموعة نفط العراق ذات الصلة هي اتحاد للشركات التي أدت دوراً رئيسياً في اكتشاف الموارد النفطية وتطويرها في مناطق الشرق الأوسط خارج العراق.

## تاريخها

### شركة البترول التركية

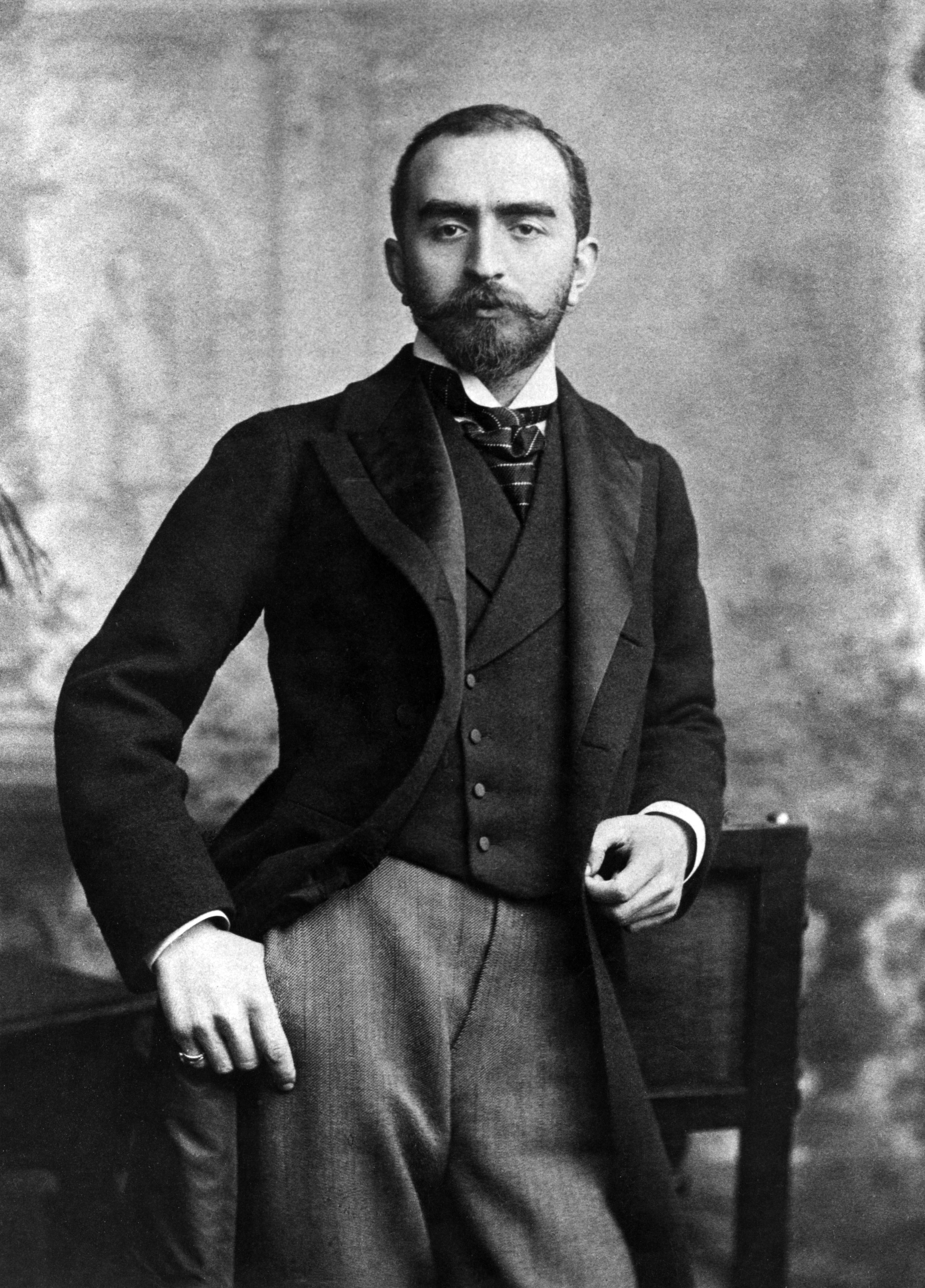
Calouste Gulbenkian

الشركة التي سبقت شركة نفط العراق كانت شركة البترول التركية، التي نشأت من الاعتقاد المتزايد، في أواخر القرن التاسع عشر، أن بلاد ما بين النهرين -الآن سوريا والعراق- تحتوي مخزونًا كبيرًا من النفط. ولأن بلاد ما بين النهرين كانت جزءًا من الإمبراطورية العثمانية، فقد تركزت المفاوضات المبكرة للحصول على امتياز نفطي على عاصمة الإمبراطورية، إسطنبول، أو القسطنطينية، حيث أقام السلطان العثماني وحكومته.أظهرت البنوك والشركات التابعة للإمبراطورية الألمانية اهتمامها أولًا، التي شاركت بالفعل في بناء سكة حديد برلين–بغداد، تلتها المصالح البريطانية. سنة 1911، في محاولة للجمع بين المصالح البريطانية والألمانية المتنافسة في المنطقة، تشكلت شركة بريطانية تعرف باسم شركة الامتياز الإفريقي والشرقي المحدودة. سنة 1912، أصبحت هذه الشركة تُعرف باسم شركة البترول التركية، التي تشكلت بهدف الحصول على امتيازات من الإمبراطورية العثمانية للتنقيب عن النفط في بلاد ما بين النهرين. كان المالكون هم مجموعة من الشركات الأوروبية الكبرى –دويتشه بنك، وشركة النفط الأنجلوساكسونية، وهي شركة تابعة لشركة رويال داتش شل، والبنك الوطني التركي «شركة بريطانية» ورجل الأعمال الأرميني كالوست جولبنكيان، إذ كانت الأخيرة تعد القوة الدافعة وراء إنشائها، وكان أكبر مساهم منفرد هو شركة النفط الأنجلو-فارسية التي تسيطر عليها الحكومة البريطانية، التي امتلكت بحلول عام 1914، 50٪ من الأسهم. تلقت شركة البترول التركية وعدًا بتنازل الحكومة العثمانية، لكن اندلاع الحرب العالمية الأولى سنة 1914 وضع حدًا لجميع خطط الاستكشاف. إذ جلب مصرف دويتشه امتيازًا ممنوحًا لشركة سكة حديد الأناضول للتنقيب عن المعادن والنفط بامتداد شريط طوله 40 كم على جانبي خط السكة الحديد المقترح في بلاد ما بين النهرين. في يونيو 1914، أكد الوزير التركي الوعد بتقديم امتياز لشركة البترول التركية، لكن اندلاع الحرب العالمية الأولى أحبط الخطة. عند تفكك الإمبراطورية العثمانية عقب الحرب، أصبحت مسألة المساهمة في شركة البترول التركية قضية رئيسية في مؤتمر سان ريموا عام 1920، إذ تحدد مستقبل جميع المناطق غير التركية وذات الأغلبية العربية في الإمبراطورية العثمانية السابقة. أظهر الطلب المتزايد على البترول خلال الحرب للقوى الكبرى أهمية امتلاك مصادر نفطها الخاصة. ولأن أحد الشركاء الأصليين لشركة البترول التركية كان ألمانيًا، فقد طالب الفرنسيون بهذه الحصة بوصفها من غنائم الحرب. اتُفق على ذلك في اتفاقية سان ريموا النفطية، ما أثار انزعاج الأمريكيين الذين شعروا بأنهم مستبعدون من نفط الشرق الأوسط وطالبوا بسياسة «الباب المفتوح». بعد مناقشات دبلوماسية مطولة وحادة أحيانًا، سُمح لشركات النفط الأمريكية بالشراء في شركة البترول التركية، لكن الأمر استغرق عدة سنوات حتى إتمام المفاوضات.
النفط الذي تم العثور عليه في عام 1927

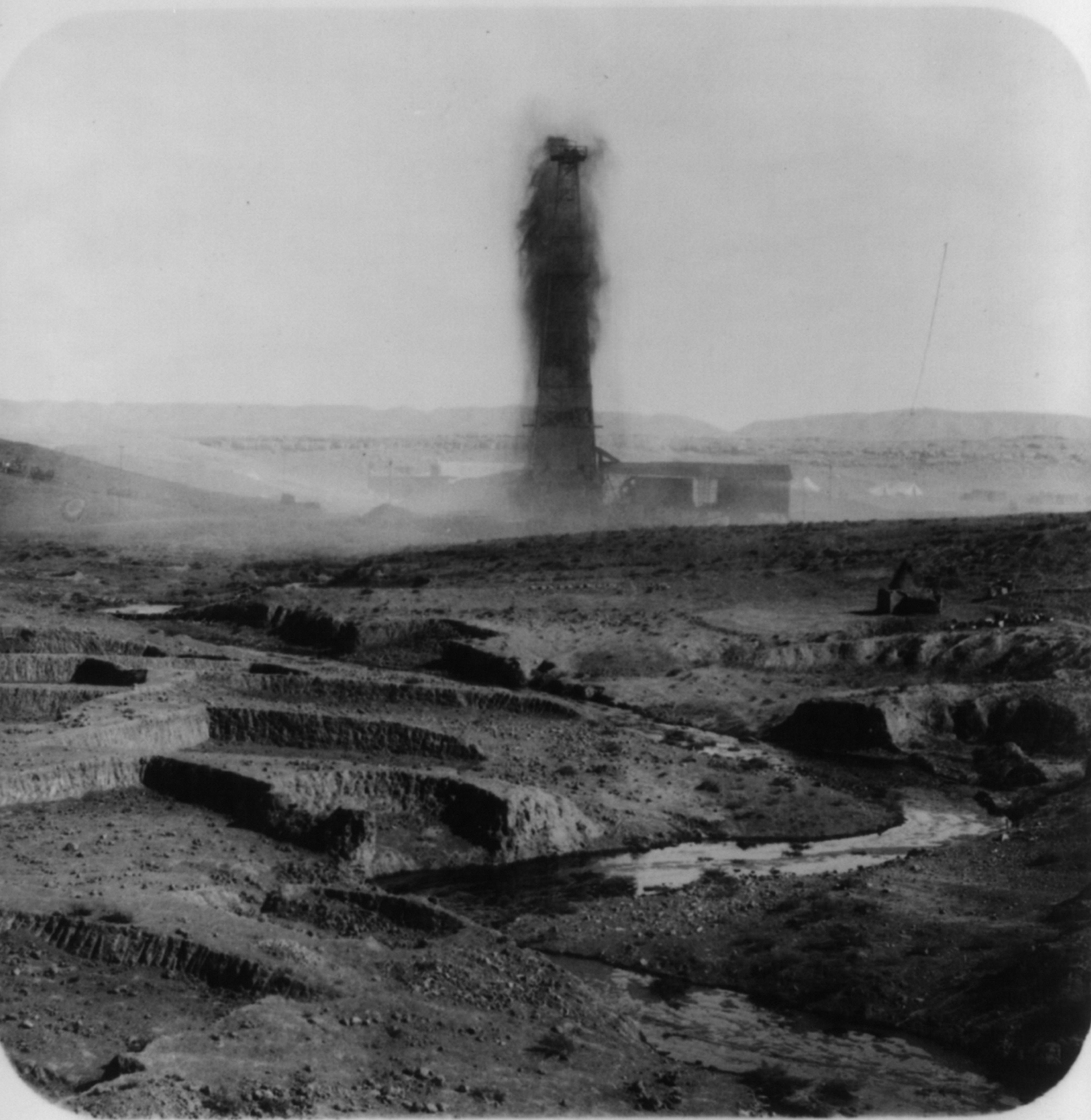
قضاء كركوك: بئر نفط يتدفق منه النفط وفي المقدمة سيل من النفط.

في عام 1925، حصلت شركة البترول التركية (TPC) على امتياز للتنقيب عن النفط في العراق. نص الاتفاق على أن تحصل الحكومة العراقية على إتاوات عن كل طن من النفط المستخرج، بناءً على أرباح شركات النفط، وأن تكون هذه الإتاوات غير قابلة للدفع خلال أول 20 عامًا. سمح الامتياز للشركة باختيار 24 قطعة مستطيلة بمساحة 8 أميال مربعة (21 كيلومتر مربع) لكل منها لأغراض الحفر.
خلال موسم 1925/1926، أجرى فريق جيولوجي دولي، بما في ذلك ممثلون من الشركات المالكة للأسهم ومجموعة أمريكية، مسحًا شاملًا للعراق. حددوا مواقع الحفر في بولكانة (بئران)، خشم الأحمر، عين جانة، القيارة، وكركوك. قام الجيولوجي ج. م. موير بتحديد موقع البئر في بابا كركر، شمال كركوك بقليل. بدأ الحفر، وفي 14 أكتوبر 1927، تم اكتشاف النفط. تدفقت كميات كبيرة من النفط بشكل غير محكوم في البداية، لكن تم السيطرة على الحقل النفطي لاحقًا، وأثبتت أن الاحتياطات النفطية واسعة.
اتفاقية الخط الأحمر وإنشاء شركة نفط العراق (IPC)
زادت سرعة المفاوضات حول تشكيل شركة البترول التركية (TPC) بعد اكتشاف النفط في العراق. في 31 يوليو 1928، وقع المساهمون اتفاقية شراكة رسمية تضم شركة تطوير الشرق الأدنى (NEDC)، وهي ائتلاف أمريكي يتكون من خمس شركات نفط أمريكية كبيرة، تشمل ستاندرد أويل في نيوجيرسي، ستاندرد أويل في نيويورك (Socony)، غلف أويل، شركة بان-أمريكان للبترول والنقل، وشركة أتلانتيك ريتشفيلد. تم تقسيم الأسهم بالنسب التالية: 23.75% لكل من شركة أنغلو-فارسيان أويل، شركة رويال داتش/شل، شركة كومباني فرانسية دي بيترولي (CFP)، وNEDC؛ بينما حصل كالوست غولبنكيان على النسبة المتبقية 5%. تم تنظيم شركة البترول التركية كشركة غير ربحية مسجلة في بريطانيا، تعمل على إنتاج النفط الخام مقابل رسوم تدفع للشركات الأم بناءً على حصصها. لم يُسمح للشركة بتكرير النفط أو بيعه إلا في السوق العراقية المحلية، وذلك لمنع أي منافسة مع الشركات الأم.
الاتفاقية المعروفة باسم اتفاقية الخط الأحمر، التي سُميت بهذا الاسم بعد رسم خط أحمر حول الحدود السابقة للإمبراطورية العثمانية (باستثناء الكويت)، كانت تربط الشركاء بالعمل معًا داخل هذا الخط. لاحظ الكاتب ستيفن هيمسلي لونغريغ، وهو موظف سابق في شركة نفط العراق (IPC)، أن "اتفاقية الخط الأحمر، التي تم تقييمها بطرق مختلفة كحالة مؤسفة من الاحتكار غير المشروع أو كنموذج متقدم للتعاون الدولي والتوزيع العادل، استمرت لمدة عشرين عامًا وحددت إلى حد كبير نمط وتيرة تطوير النفط في جزء كبير من الشرق الأوسط". استمرت الاتفاقية حتى عام 1948 عندما انفصل اثنان من الشركاء الأمريكيين. وخلال هذه الفترة، احتكرت شركة نفط العراق (IPC) استكشاف النفط داخل منطقة الخط الأحمر، باستثناء السعودية والبحرين، حيث كانت أرامكو (التي تشكلت في عام 1944 بعد إعادة تسمية الشركة التابعة لشركة ستاندرد أويل بكاليفورنيا) وشركة نفط البحرين (BAPCO) تحت السيطرة.
كان مؤتمر سان ريمو قد نص على أن يُسمح للعراقيين بامتلاك 20% من الشركة إذا أرادوا الاستثمار فيها، لكن المساهمين الحاليين نجحوا في مقاومة الجهود العراقية للمشاركة، رغم الضغوط من الحكومة البريطانية لقبول المستثمرين العراقيين.
في عام 1929، تمت إعادة تسمية شركة البترول التركية (TPC) لتصبح شركة نفط العراق (IPC). بحلول عام 1934، كانت شركة NEDC تتكون فقط من مساهمين اثنين، ستاندرد أويل في نيوجيرسي وسوكاني، التي اندمجت مع شركة فاكيوم أويل لتشكل شركة سوكاني-فاكيوم في عام 1931.
تأخر بدء الإنتاج
امتياز النفط الأصلي الذي مُنح في 14 مارس 1925 كان يغطي كامل العراق، ولكن شركة نفط العراق كانت مترددة في تطويره بسرعة، وتم تقييد الإنتاج ليشمل فقط الحقول التي تشكل نصف في المائة من المساحة الكلية للبلاد. خلال فترة الكساد الكبير، كان العالم يعاني من فائض في النفط، وزيادة الإنتاج من العراق كانت ستؤدي ببساطة إلى خفض الأسعار إلى مستويات أدنى. لذلك، استخدمت الشركة تكتيكات التأجيل ليس فقط في عمليات الحفر والتطوير الفعلي، ولكن أيضًا في المفاوضات المتعلقة بحقوق مرور خطوط الأنابيب وغيرها من القضايا .

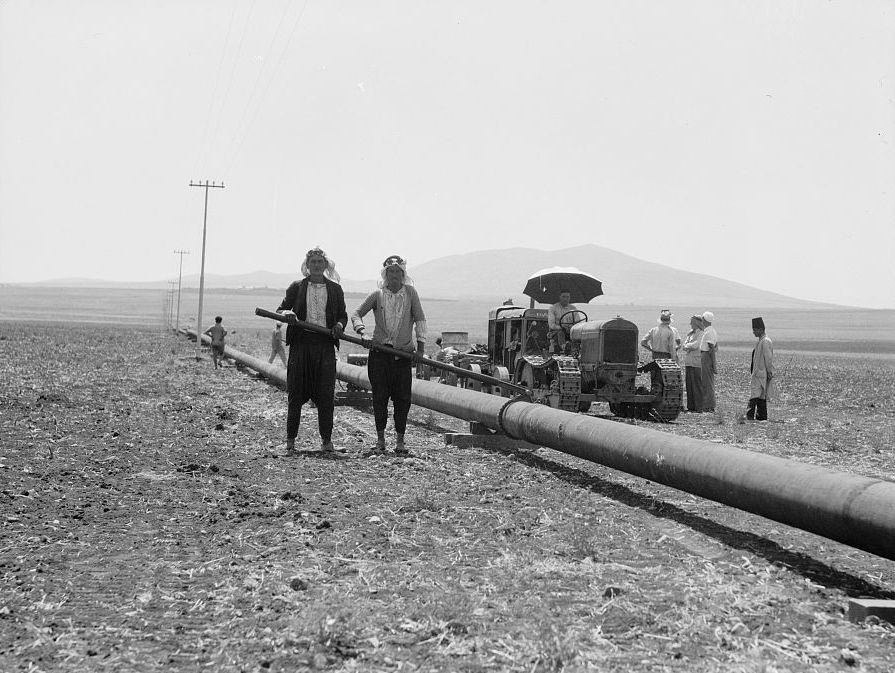
مساعدو شركة شركة نفط العراق يقومون بلحام الأنابيب معًا على امتداد Esdraelon في ثلاثينيات القرن العشرين.

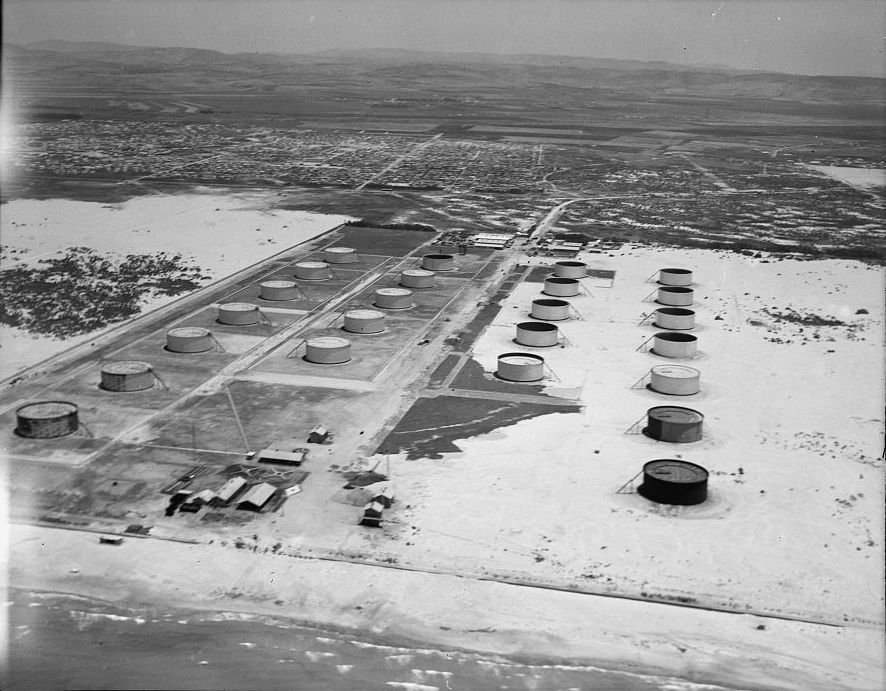
خزانات النفط التابعة لشركة شركة نفط العراق في حيفا.

كان مالكو شركة نفط العراق يتمتعون بمصالح متضاربة: فشركة النفط الأنغلو-فارسية (Anglo-Persian Oil Company)، وشركة رويال داتش/شل (Royal Dutch/Shell) وشركة ستاندرد أويل (Standard Oil) كانت لديهم مصادر رئيسية للنفط الخام خارج العراق، ولذلك كانوا يرغبون في الاحتفاظ بامتيازات النفط العراقية كاحتياطي. في المقابل، كانت شركة "Compagnie Française des Pétroles" (CFP) والشركات الأخرى تدفع نحو تطوير سريع للنفط العراقي لأنها كانت تملك إمدادات محدودة من النفط الخام. هذه المصالح المتضاربة تسببت في تأخير تطوير الحقول النفطية في العراق، وانتهت مدة الامتياز لأن الشركات فشلت في الوفاء بمتطلبات الأداء، مثل بناء خطوط الأنابيب ومحطات الشحن. تمت إعادة التفاوض على الامتياز في عام 1931، مما أعطى الشركة امتيازًا لمدة 70 عامًا على مساحة موسعة تبلغ 83,200 كيلومتر مربع شرق نهر دجلة. في المقابل، طالبت الحكومة العراقية بمزيد من المدفوعات والقروض، وحصلت عليها، بالإضافة إلى وعد من شركة نفط العراق بإكمال بناء خطي أنابيب نفط إلى البحر المتوسط بحلول عام 1935—وهو ما طالبت به شركة CFP منذ فترة طويلة لضمان وصول حصتها من النفط بسرعة إلى فرنسا.
كانت هناك مسارات ومحطات نهائية مختلفة على ساحل البحر الأبيض المتوسط تم اقتراحها لتصدير النفط العراقي. الفرنسيون فضلوا مسارًا شماليًا يمر عبر سوريا ولبنان وينتهي في مدينة طرابلس على الساحل اللبناني. في المقابل، فضّل البريطانيون والعراقيون مسارًا جنوبيًا ينتهي في مدينة حيفا، التي كانت حينها جزءًا من فلسطين. تم حل الخلاف عن طريق تسوية تقضي ببناء خطين للأنابيب، كل منهما بقدرة نقل 2,000,000 طن سنويًا. كان طول الخط الشمالي 532 ميلًا (856 كيلومترًا)، في حين كان طول الخط الجنوبي (خط أنابيب النفط من الموصل إلى حيفا) 620 ميلًا (1,000 كيلومتر). في عام 1934، تم الانتهاء من بناء خطوط الأنابيب من كركوك إلى حديثة، ومن هناك إلى كل من طرابلس وحيفا؛ وتم تشغيل حقل كركوك في نفس العام. ومع ذلك، لم تبدأ شركة نفط العراق في تصدير كميات كبيرة من النفط إلا في عام 1938، بعد تسع سنوات من اكتشاف النفط.
بلغ متوسط إنتاج حقل كركوك 4 ملايين طن سنويًا حتى اندلاع الحرب العالمية الثانية، حين أدت القيود المفروضة على الشحن في البحر الأبيض المتوسط إلى انخفاض حاد في الإنتاج. على الرغم من محاولات الحكومة العراقية فتح البلاد للمنافسة، إلا أن الشركة التي حصلت على الامتياز الجديد تم شراؤها من قبل شركة نفط العراق وضُمّت تحت اسم "شركة نفط الموصل" إلى "عائلة" الشركات المرتبطة بشركة نفط العراق. في عام 1938، حصلت شركة نفط العراق أيضًا على حقوق الامتياز في جنوب العراق وأسسوا "شركة نفط البصرة" (BPC) كفرع مملوك بالكامل لتطوير المنطقة الجنوبية من العراق.
خلافات الشركاء في شركة نفط العراق

العراق عام 1945

تسببت ثلاث قضايا في مفاوضات مطولة بين مجموعات الشركاء في شركة نفط العراق:
- مراجعة حقوق ملكية الأنغلو-إيرانية: عندما تم تعديل امتياز العراق لعام 1925 في مارس1931، ومنحت شركة نفط العراق امتيازًا شاملًا على 32,000 ميل مربع (83,000 كم²) من الأراضي شرق نهر دجلة، نشأت مسألة ما إذا كان ينبغي تمديد حقوق الملكية بنسبة 10 بالمئة الخاصة بالشركة الأنغلو-إيرانية لتشمل المنطقة الجديدة. بعد مفاوضات طويلة، توصلت المجموعات إلى تسوية وسطى في نوفمبر 1934، والتي نصت على أن D'Arcy Exploration (الأنغلو-إيرانية) ستكون مؤهلة لحق ملكية بنسبة 7.5 بالمئة على النفط المنتج من 32,000 ميل مربع (83,000 كم²) المغطاة بالامتياز المعدل للعراق، على أن يتم تسليم النفط بدون تكلفة في الحقل، مع دفع IPC للحقوق المستحقة على حكومة العراق.[17]
- المسائل الضريبية: نظرًا لأن شركة نفط العراق كانت شركة مرخصة في بريطانيا، فإن المجموعات البريطانية لم تكن عرضة للضريبة المزدوجة. ومع ذلك، لم يكن المجموعات غير البريطانية ترغب في فكرة فرض ضرائب على أرباح شركة نفط العراق مرة من قبل الحكومة البريطانية ومرة أخرى من قبل حكوماتها. في النهاية، اتفقت المجموعات على نقل جميع عمليات أنابيب النفط إلى شركة نفط العراق، وتسعير الخام للمجموعات بناءً على تقدير الإدارة لتكلفة ضريبة الدخل البريطانية بالإضافة إلى ربح قدره شلن واحد لكل طن. بموجب هذه الخطة، كانت أرباح شركة نفط العراق رمزية، وكانت التزاماتها الضريبية تجاه الحكومة البريطانية صغيرة نسبيًا.[17]
- انتهاء اتفاقية الخط الأحمر: عُرض على اثنين من شركات النفط الأمريكية في شركة نفط العراق شراكة مع أرامكو لتطوير الموارد النفطية في السعودية. رفض شركاؤهم في شركة نفط العراق الإفراج عنهم من اتفاقية الخط الأحمر. بعد أن ادعى الأمريكيون أن الحرب العالمية الثانية أنهت الاتفاقية، بدأت إجراءات قانونية طويلة مع غولبنكيان.[18] في النهاية، تم تسوية القضية خارج المحكمة وانضم الشركاء الأمريكيون إلى أرامكو.[19] سحب الحكومة الفرنسية وغولبنكيان اعتراضاتهم مقابل الحصول على حصة أكبر من إنتاج شركة نفط العراق، وتم إعادة رسم حدود اتفاقية الخط الأحمر لاستبعاد السعودية واليمن والبحرين ومصر وفلسطين والنصف الغربي من الأردن.[9]

عمليات مجموعة شركة نفط العراق خارج العراق

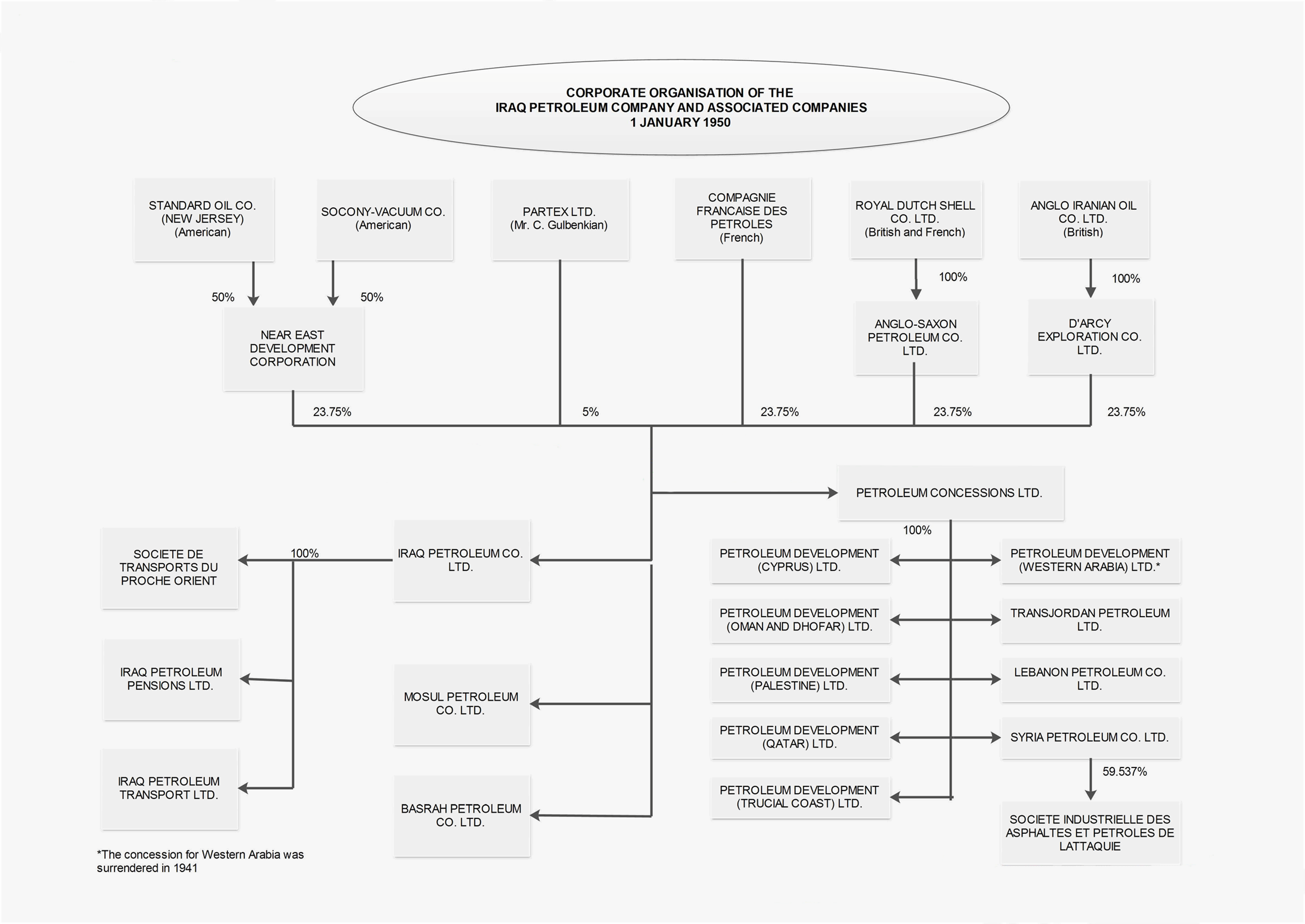
التنظيم القانوني لشركة نفط العراق والشركات التابعة لها، 1 يناير 1950.

مع تَعريف اتفاقية الخط الأحمر لدوائر عمليات الشركة بما يتجاوز حدود العراق، كان مساهمو شركة نفط العراق حريصين على البحث عن النفط في أماكن أخرى من الشرق الأوسط. قاموا بإنشاء شركات مرتبطة، واحدة لكل منطقة يجب استكشافها. كانت هذه الشركات تعرف جماعياً باسم "مجموعة شركة نفط العراق". كانت هذه الشركات ستسعى للحصول على ترخيص استكشاف من السلطة السيادية يغطي الاستكشاف البسيط على منطقة جغرافية محددة، أو تنازل يسمح بالاستكشاف وإنتاج النفط. بحلول عام 1948، أنشأت الشركة 12 شركة تحمل تراخيص أو تنازلات: شركة تطوير النفط (قبرص المحدودة)، شركة نفط لبنان المحدودة، شركة تطوير النفط (فلسطين) المحدودة، شركة نفط سوريا المحدودة، شركة نفط عبر الأردن المحدودة، شركة نفط الموصل المحدودة، شركة نفط البصرة المحدودة، شركة تطوير النفط (قطر) المحدودة، شركة تطوير النفط (الساحل المتصالحة) المحدودة، شركة تطوير النفط (عمان وظفار) المحدودة، شركة التنازلات النفطية المحدودة (للحماية في عدن)، وشركة تطوير النفط (غربي الجزيرة العربية) المحدودة.

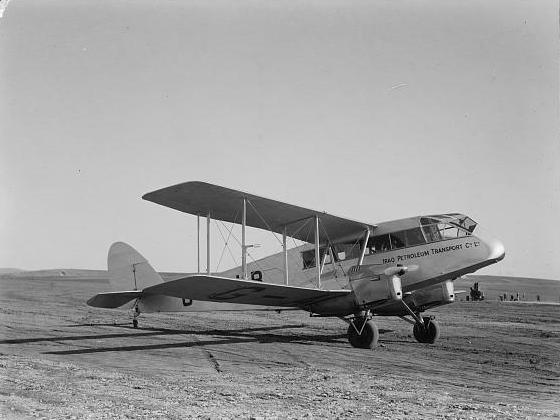
طائرة دي هافيلاند دراجون تابعة لشركة نقل البترول العراقية في ثلاثينيات القرن العشرين

عام 1933، انضمت شركة نفط العراق إلى المفاوضات للحصول على تنازل نفطي في محافظة الأحساء في المملكة العربية السعودية، متنافسةً ضد شركة ستاندرد أويل كاليفورنيا (SOCAL، التي أعيد تسميتها لاحقًا بشيفرون). تمثل الشركة من قبل ستيفن هيمسلي لونغريغ، وفشلت في عرضها عندما قدمت الدفع بالروبية بدلاً من الذهب الذي كان يرغبه الملك عبد العزيز (المعروف أيضًا باسم ابن سعود). حصلت SOCAL على التنازل، وانضمت إليها شركة النفط تكساس في عام 1936، واكتشفت النفط في الدمام من خلال فرعها، شركة كاليفورنيا-العربية للنفط (Casoc) في عام 1938. بعد ذلك، ركزت شركة نفط العراق جهودها في العربية على تطوير تنازلها عن النفط في قطر (اكتشاف النفط عام 1939)، أبو ظبي (اكتشاف النفط عام 1959)، عمان (انظر شركة تطوير النفط عمان) والدوائر المحمية في عدن (في اليمن اليوم). قام موظفو شركة نفط العراق بإجراء سلسلة من الاستكشافات الرائدة في جنوب الجزيرة العربية خلال هذه السنوات.
إن فشل شركة نفط العراق في تأمين تنازلات في البحرين والسعودية لا ينبغي أن يحجب الحقيقة أن الشركة كانت ناجحة في إغلاق "الباب المفتوح" للفرص التجارية أمام الغرباء في أماكن أخرى من الشرق الأوسط. كان المنافسون الرئيسيون للحصول على التنازلات هم شركة تطوير النفط البريطانية المحدودة (BOD) وSOCAL. عندما أصبحت BOD مهتمة بالتنازلات في شمال العراق، قامت شركة نفط العراق في النهاية بشراء الشركة. كانت جهودها ناجحة لدرجة أنه بحلول نهاية عام 1944، كانت شركة نفط العراق تعمل في أكثر من 467,055 ميل مربع (1,209,670 كم²) من الأراضي، وهي مساحة أكبر من حجم ولايات تكساس وأوكلاهوما وآركنساس ولويزيانا مجتمعة. بالإضافة إلى ذلك، حاولت شركة نفط العراق، رغم عدم نجاحها، توسيع منطقة عملياتها من خلال السعي للحصول على تنازلات أو تصاريح استكشاف في تركيا وفي المناطق المحايدة من الكويت والسعودية.
في عام 1937، وقعت شركة نفط العراق اتفاقية تنازل نفط مع سلطان مسقط تغطي المنطقة بالكامل من السلطنة. ومع ذلك، فشلت الشركة في اكتشاف النفط في منطقة السلطنة، التي كانت محدودة بالساحل العماني، وأبلغت السلطان أن النفط من المرجح أن يوجد في المناطق الداخلية من عمان. نصت معاهدة سيب على الحكم الذاتي للعمانيين الذين يقيمون في المناطق الداخلية من عمان، التي كانت تُعرف بإمارة عمان، من خلال بيان أن السلطنة "يجب ألا تتدخل في شؤونهم الداخلية". قدمت شركة نفط العراق دعمًا ماليًا للسلطان لرفع قوة عسكرية تحتل منطقة الإمامة حتى تتمكن الشركة من الوصول إلى الاحتياطيات النفطية المحتملة. وفي 25 أكتوبر 1954، شنت السلطنة، مدعومة من الحكومة البريطانية والدعم المالي الذي تلقته من شركة نفط العراق، هجومًا على الداخل العماني مما أدى إلى اندلاع حرب الجبل الأخضر.
كانت شركة نفط العراق مهتمة أيضًا بمشاريع أخرى بخلاف النفط، مثل تعدين البوتاس في شرق الأردن، والأسفلت في سوريا (الذي أنشأت له شركة، Société Industrielle des Asphaltes et Pétroles de Lattique)، وتعدين الملح في محميات عدن - على الرغم من أن هذه الأخيرة لم يتم تطويرها أبدًا. أنشأت الشركة شركات للنقل الجوي، مثل شركة نقل نفط العراق وشركة ترانس بورت دو بروش أوريون، لتشغيل الطائرات والسفن لنقل الأشخاص والمعدات إلى المناطق النائية من مناطق الامتياز.
علاقات شركة نفط العراق مع الحكومة

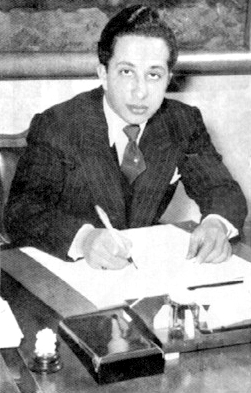
الملك فيصل الثاني ملك العراق الذي اغتيل عام 1958.

خلال فترة الملكية الهاشمية (1932-1958)، لم تكن هناك قضايا خطيرة بين شركة نفط العراق والحكومة العراقية حيث كانت الأسرة الهاشمية مؤيدة جدًا للغرب. في الواقع، تم تنصيبهم من قبل البريطانيين، وبالتالي تم تقليل التوترات. كانوا يعتمدون على البريطانيين عسكريًا وقد تعهدوا أساسًا بالولاء لهم من خلال حلف بغداد. كانت النزاعات الرئيسية للأسرة الهاشمية تدور حول زيادة كمية النفط الخام المستخرج، وزيادة مشاركة العراقيين في عملية إنتاج النفط، والحصول على مزيد من العائدات. في عام 1952، تم التفاوض على شروط أكثر كرمًا لصالح الحكومة العراقية. وكانت هذه الشروط تستند إلى حد كبير إلى الشروط الأكثر ربحية في اتفاق "50/50" الخاص بشركة أرامكو السعودية في ديسمبر 1950. يمكن القول إن الأجواء الودية التي أجريت فيها هذه المفاوضات كانت عاملاً حاسمًا.
لم تستمر هذه الأجواء في المفاوضات التي جرت بين شركة نفط العراق والحكومات الثورية التي تلت الإطاحة بالملكية الهاشمية في عام 1958. يمكن دراسة العلاقات بين الطرفين على عاملين رئيسيين. أولاً، كان النفط جزءًا حيويًا من الاقتصاد العراقي. وبسبب ذلك، كان لدى شركة نفط العراق تأثير كبير على مقدار الإيرادات التي تولدها الحكومة وبالتالي كان لها قدر معين من النفوذ على الحكومة. العامل الرئيسي الثاني هو عدم قدرة الحكومة العراقية في ذلك الوقت على تأمين المعرفة التقنية والمهارات اللازمة للاستحواذ على عمليات النفط في البلاد.
حقبة عبدالكريم قاسم

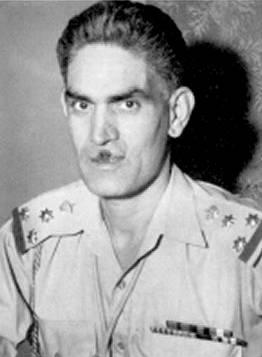
عبد الكريم قاسم: أول رئيس وزراء للجمهورية العراقية، تولى منصبه في الفترة من 14 يوليو 1958 إلى 8 فبراير 1963.

ابتداءً من أوائل الخمسينيات، مع تنامي القوة الوطنية في العراق، بدأ التركيز على السيطرة الأجنبية على إنتاج النفط في البلاد. كان عبد الكريم قاسم جنرالًا في الجيش العراقي وطنيًا استولى على السلطة في انقلاب عام 1958 حيث قُتل فيه الملك العراقي. حكم البلاد كرئيس وزراء العراق حتى سقوطه وموته في عام 1963. قبل الانقلاب، استخدم حقيقة أن شركة نفط العراق كانت تنتج النفط لصالح الدول الغربية بدلاً من الاستفادة منه لصالح المواطنين العراقيين كواحدة من نقاط اعتراضه الرئيسية على الحكومة العراقية. بمجرد وصوله إلى السلطة، كان ناقدًا لعدة جوانب من شركة نفط العراق. أولاً، انتقد الترتيبات المالية بين شركة نفط العراق والحكومة. كما لم يكن يقدر الاحتكار الذي مُنح لشركة نفط العراق.
ومع ذلك، لم تكن الظروف الاقتصادية في ذلك الوقت تسمح لعبد الكريم قاسم بتأميم شركة نفط العراق– حيث كانت الدول الغربية قد قاطعت النفط الإيراني عندما قام مصدق بتأميم شركته النفطية، وكان من المتوقع أن تفعل الشيء نفسه في هذه الحالة. (من المحتمل أن يكون التأميم هو الطريق المفضل لعبد الكريم قاسم لو كانت لديه القدرات اللازمة). علاوة على ذلك، كانت العراق تفتقر إلى القدرات الفنية والإدارية لتشغيل شركة نفط العراق. احتاج عبد الكريم قاسم إلى إيرادات النفط لتشغيل حكومته ولإرضاء الجيش. لذلك، لجأ قاسم إلى العديد من الأساليب الأخرى، بما في ذلك زيادة أسعار النقل في البصرة بنسبة 1200%. استجابةً لذلك، توقفت شركة نفط العراق عن إنتاج النفط الذي كان يستخدم البصرة كنقطة شحن. وكانت المواجهة الناتجة عن ذلك هي أدنى نقطة في العلاقات بين الطرفين حتى تلك اللحظة.
في 12 ديسمبر 1961، أصدرت الحكومة العراقية القانون رقم 80، الذي صادرت بموجبه 99.5 بالمئة من مناطق امتياز مجموعة شركة نفط العراق دون تعويض وأوقفت فورًا عمليات استكشاف النفط. لم يؤثر القانون 80 على إنتاج الشركة الجاري في الزبير وكركوك، لكن جميع الأراضي الأخرى، بما في ذلك الرميلة الشمالية، أعيدت إلى السيطرة العراقية. كانت إحدى الفروقات الرئيسية بين هذه المفاوضات وتلك التي جرت في عام 1952 هي موقف الحكومة العراقية. بينما كانت أكثر استعدادًا لاستيعاب الشركة في عام 1952، كانت مواقف الحكومة تحت حكم عبد الكريم قاسم غير قابلة للتفاوض إلى حد كبير. ومع ذلك، ينبغي ألا يكون هذا مفاجئًا لأنه كان متوقعًا أن يستفيد عبد الكريم قاسم من تنامي القومية العربية والشعور لدى العديد من العراقيين العاديين بأنهم يتم استغلالهم من قبل الغرب.
تأميم 1972
على مدار السبعينيات، انتقدت الحكومة العراقية شركة نفط العراق واستخدمت الشركة كعنصر مركزي في دعاية الحكومة المناهضة للغرب. وقد أعطى الاتفاق السوفيتي-العراقي في عام 1969 الحكومة العراقية الثقة، وفي عام 1970 وضعت قائمة بالمطالب، بما في ذلك ملكية 20% من أصول الشركة وزيادة السيطرة. بحلول هذا الوقت، كانت  شركة نفط العراق تأخذ الحكومة العراقية على محمل الجد وقامت بتقديم تنازلات كبيرة. وافقت على زيادة إنتاج النفط بشكل كبير وأيضًا زيادة سعر النفط الخام في بعض المناطق. كما عرضت دفع مقدم على العائدات.
ومع ذلك، لم يكن هذا كافيًا للحكومة العراقية، حيث أصدرت مجموعة جديدة من المطالب في نوفمبر 1970 تتعلق بشكل أساسي بمزيد من السيطرة العراقية على العمليات وزيادة أرباح العراق. غير راضية عن عدم استعداد  شركة نفط العراق للتفاوض وفقًا لشروط العراق، أعطت الحكومة العراقية  شركة نفط العراق إنذارًا نهائيًا بمطالب مماثلة في مايو 1972. حاولت  شركة نفط العراق تقديم حل وسط، لكن الحكومة البعثية رفضت العرض، وفي 1 يونيو 1972، قامت بتأميم عمليات  شركة نفط العراق، والتي تم الاستيلاء عليها من قبل الشركة الوطنية العراقية للنفط.
لا يزال حقل كركوك يشكل أساس إنتاج النفط في شمال العراق. يحتوي كركوك على أكثر من 10 مليار برميل (1.6 كم³) من احتياطيات النفط المثبتة المتبقية. [متى؟] [مرجع مطلوب] الحقول الأخرى الوحيدة المنتجة حاليًا في شمال العراق هي حقول جمبر وباي حسن وخباز. في حين أن صناعة النفط في شمال العراق ظلت نسبيًا غير متأثرة خلال حرب العراق وإيران، تم تقدير أن 60% من المنشآت في جنوب ووسط العراق تضررت في حرب الخليج. أدت المعارك التي نشبت بعد عام 1991 بين القوات الكردية والعراقية في شمال العراق إلى تخريب مؤقت لمنشآت حقل كركوك. في عام 1996، قدرت القدرة الإنتاجية في شمال ووسط العراق بين 0.7 و1 مليون برميل (110,000 إلى 160,000 م³) يوميًا، انخفاضًا من حوالي 1.2 مليون برميل (190,000 م³) يوميًا قبل حرب الخليج.
شركة نفط العراق اليوم
توقفت شركة نفط العراق عن العمليات، ولكن الاسم "شركة النفط العراقية المحدودة" لا يزال موجودًا على الورق، وأحد شركاتها التابعة الباقية - شركة أبوظبي للنفط (ADPC)، التي كانت تُعرف سابقًا باسم شركة تطوير البترول (الساحل المتصالح) المحدودة - استمرت في الاحتفاظ بالهيكل الإداري الأصلي حتى يناير 2014. لا تزال ADPC تمتلك 40% من امتياز النفط البري في أبوظبي، حيث تمتلك شركة بترول أبوظبي الوطنية (ADNOC) 60% المتبقية نيابةً عن حكومة أبوظبي. تُنفذ العمليات من قبل الشركة المحلية - شركة أبوظبي لعمليات النفط البرية (ADCO) - المملوكة بشكل مشترك من قبل ADNOC والمساهمين في ADPC: BP، رويال داتش شل، إكسون موبيل، توتال إنرجي، وبارتكس؛ مما يعكس التكوين التاريخي لشركة النفط العراقية. انتهت صلاحية امتياز النفط البري في أبو ظبي في يناير 2014.
تم حل شركة أبوظبي للنفط المحدودة في 4 أكتوبر 2018، بينما لا تزال شركة النفط العراقية المحدودة موجودة، وتستخدم الآن رقم الشركة 09646587 بدلاً من 00113948. تم تأسيس "شركة النفط العراقية الجديدة" المحدودة في 18 يونيو 2015 باسم "BP Newco 1 Limited" وتولت عمليات "شركة النفط العراقية القديمة"، التي تم حلها في 30 ديسمبر 2015.
المطبوعات والأفلام
في عام 1948، نشرت شركة نفط العراق دليلها "دليل المناطق التي تشكل مسرح عمليات شركة النفط العراقية المحدودة والشركات التابعة لها" الذي ألّفه ستيفن هيمسلي لونغريك. أنتجت وحدة الأفلام في الشركة عددًا من الأفلام القصيرة، أبرزها "النهر الثالث"، وهو فيلم تم إنتاجه في عام 1952 حول العمليات حول خط أنابيب العراق-المتوسط، و"أنهار الزمن"، الذي تم إنتاجه في عام 1957 حول تاريخ بلاد ما بين النهرين. كان فيلم "العراق الخالد" فيلمًا تاريخيًا صنعته شركة British Pathé لصالح شركة نفط العراق. نشرت الشركة مجلة شهرية بعنوان "نفط العراق" من أغسطس 1951 حتى أبريل/مايو 1957. قرأت إحدى الإضافات في عدد يناير 1957: "في ضوء الظروف الحالية، تم العثور على ضرورة لتقييد إنتاج نفط العراق و... ستنشر المجلة كل شهرين حتى إشعار آخر." استمرت مجلة الشركة الداخلية "الهلال" في الصدور حتى السبعينيات. كانت نشرة شركة نفط العراق، وهي مجلة ربع سنوية لمتقاعدي الشركة، تصدر بين عامي 1974 و2014.

## انظر ايضا
- شركة النفط الإنجليزية الفارسية
- عبد الكريم قاسم
- الحرب الإنجليزية العراقية
- احتياطات النفط في العراق
- أتفاقية الخط الاحمر